# Dekanat pułtuski
Dekanat pułtuski – dekanat diecezji płockiej z siedzibą w Pułtusku, obejmujący swym terenem parafie miasta Pułtusk i okoliczne wsie.
Lista parafii:
| Lp | Miejscowość / parafia                                                 | Czas powstania | Proboszcz / administrator                | Zdjęcie |
| -- | --------------------------------------------------------------------- | -------------- | ---------------------------------------- | ------- |
| 1  | Gzy św. Walentego                                                     | 1377           | ks. Kazimierz Majewski od 2013           |         |
| 2  | Obryte św. Jana Chrzciciela                                           | 1398           | ks. kan dr Cezary Siemiński od 2014      |         |
| 3  | Pniewo św. Apostołów Piotra i Pawła                                   | 1402           | ks. kan. mgr Stanisław Mariański od 2014 |         |
| 4  | Przewodowo Poduchowne św. Rocha                                       | XV w.          | ks. kan. dr Roman Mosakowski od 2018     |         |
| 5  | Pułtusk św. Jana Pawła II                                             | 2011           | ks. kan. Sławomir Stefański od 2011      |         |
| 6  | Pułtusk św. Józefa                                                    | 1982           | ks. kan. dr Janusz Kochański od 2017     |         |
| 7  | Pułtusk św. Mateusza                                                  | XI w.          | ks. kan. Jarosław Arbat od 2023          |         |
| 8  | Pułtusk św. Stanisława Kostki                                         | 1977           | ks. kan Janusz Zdunkiewicz od 2011       |         |
| 9  | Pułtusk Miłosierdzia Bożego                                           | 1992           | ks. kan. Tadeusz Kowalczyk od 1992       |         |
| 10 | Sokołowo Włościańskie Niepokalanego Poczęcia Najświętszej Maryi Panny | 1974           | ks. Mariusz Jacek Dołęgowski od 2016     |         |
| 11 | Szyszki św. Bartłomieja                                               | XV w.          | ks. kan. dr Bogdan Adamowicz od 2005     |         |
| 12 | Zambski św. Wojciecha                                                 | XI w.          | ks. Tomasz Lemański od 2020              |         |

stan na dzień 1.07.2023